# Alice Sorenius
Alice Maria Elisabeth Sorenius, född 28 februari 1907 i Skara, död där 15 januari 1970, var en svensk textilkonstnär, keramiker och målare.
Hon var dotter till slaktaren Karl Svensson och Hilda Elisabet Johansson. Sorenius studerade som specialelev vid Alnarps lantbruksskola i Skåne och var efter studierna både elev och lärare vid Önnestads kvinnliga trädgårdsskola. Hon studerade textilkonst vid Brunssons vävskola i Stockholm 1942 och måleri för Arne Cassel och Lennart Rodhe vid Gerlesborgsskolan i Bohuslän 1952–1953 samt genom självstudier under resor till bland annat Tyskland, Nederländerna, Belgien och Frankrike. Hon var huvudsakligen verksam som textilkonstnär och komponerade mönster till ett flertal ryamattor. Med hjälp av ett antal väverskor producerade hon ett större antal högklassiga trasmattor. Hon började arbeta med keramisk konst 1963 som ett komplement till sin textil- och bildkonst. Tillsammans med Issa Olsson och Märta Rinde ställde hon ut på Meeths i Göteborg 1949 och separat ställde hon på bland annat ut på Nordiska kompaniet och Ditzingers i Stockholm samt ett flertal gånger i Skara. Hennes bildkonst består av landskapsmotiv utförda i pastell eller olja. 